# Kostelec nad Vltavou
Kostelec nad Vltavou (en allemand : Kosteletz an der Moldau) est une commune du district de Písek, dans la région de Bohême-du-Sud, en République tchèque. Sa population s'élevait à 381 habitants en 2020.

## Géographie
Kostelec nad Vltavou se trouve sur la rive droite de la Vltava, au niveau du réservoir d'Orlík, à 23 km au nord de Písek, à 62 km au nord-ouest de České Budějovice et à 67 km au sud-sud-ouest de Prague.
La commune est limitée par Kovářov au nord, par Hrejkovice à l'est, par Milevsko, Jickovice et Varvažov au sud, et par la Vltava et les communes de Nevězice et Orlík nad Vltavou à l'ouest.

## Histoire
La première mention écrite du village remonte à 1318. Jusqu'en 1924, le village s'appelait Kostelec (en allemand : Kosteletz).

## Patrimoine

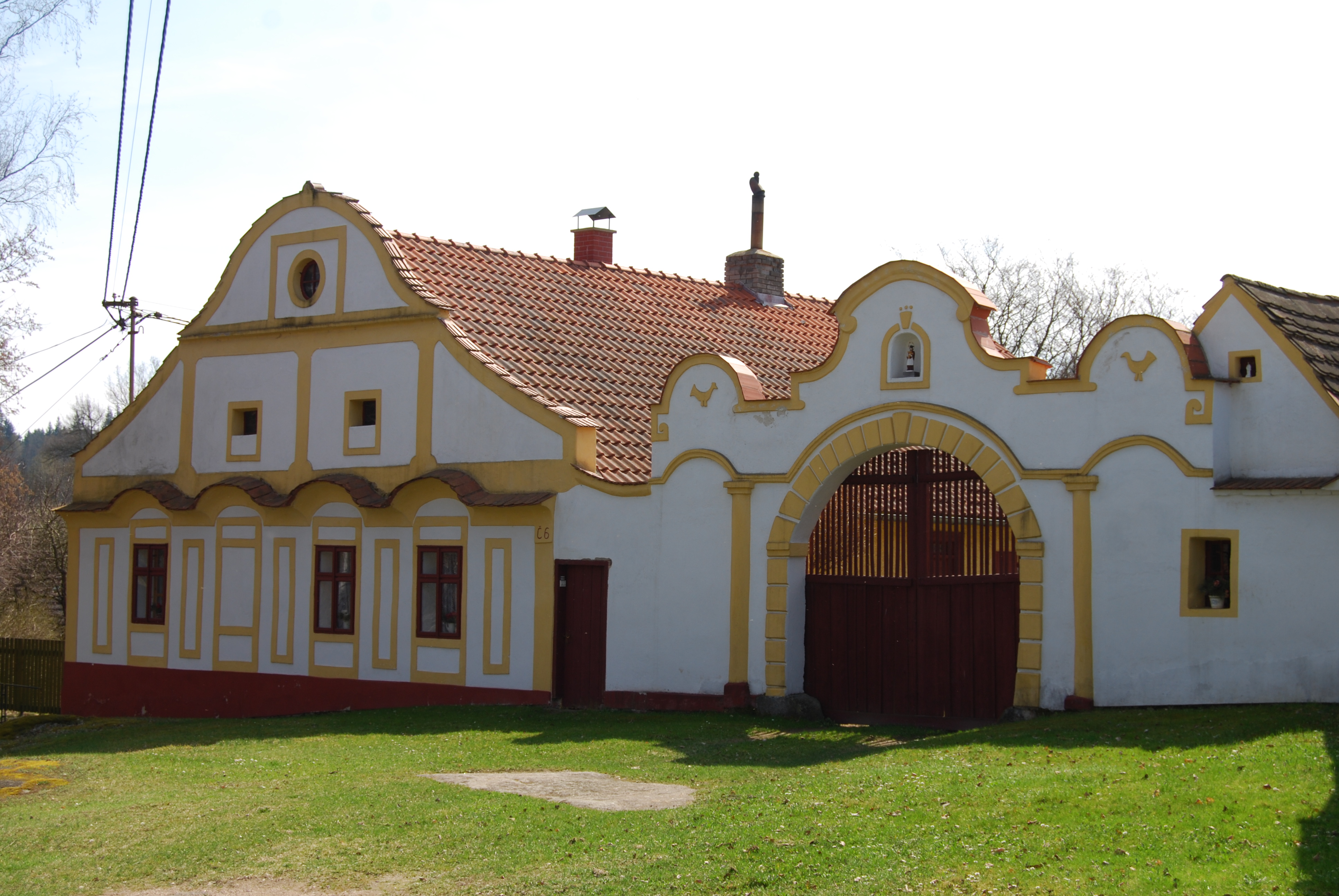
Hameau de Zahrádka : architecture locale inspirée du baroque.

## Transports
Par la route, Kostelec nad Vltavou se trouve à 13 km de Milevsko, à 29 km de Písek, à 74,5 km de Ceské Budejovice et à 111 km de Prague.